# Вільям Гарвелл
Вільям Гарвелл (англ. William Harvell, 25 вересня 1907 — 13 травня 1985) — британський велогонщик.
Бронзовий призер Олімпійських Ігор 1932 року в командній гонці переслідування.
Бронзовий призер Ігор Співдружності 1934 року в скретчі на 10 миль.